# 库洛米耶拉图尔
库洛米耶拉图尔（法語：Coulommiers-la-Tour，法語發音：[kulɔmje la tuʁ]）是法国卢瓦-谢尔省的一个市镇，属于旺多姆区。

## 地理
库洛米耶拉图尔（47°46'59"N, 1°8'36"E）面积12.12 平方千米，位于法国中央-卢瓦尔河谷大区卢瓦-谢尔省，该省份为法国中北部省份，北起厄尔-卢瓦省，东北接卢瓦雷省，东南接谢尔省，南至安德尔省，西南接安德尔-卢瓦尔省，西北接萨尔特省。
与库洛米耶拉图尔接壤的市镇（或旧市镇、城区）包括：阿雷讷、克吕舍赖、梅莱、佩里尼、罗塞、瑟洛姆、旺多姆、维勒特兰。

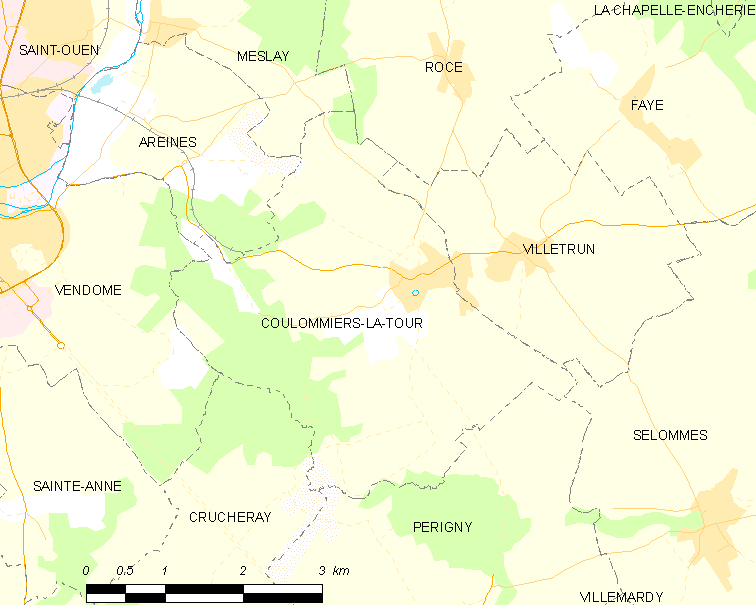
库洛米耶拉图尔的OSM定位图

库洛米耶拉图尔的时区为UTC+01:00、UTC+02:00（夏令时）。

## 行政
库洛米耶拉图尔的邮政编码为41100，INSEE市镇编码为41065。

## 政治
库洛米耶拉图尔所属的省级选区为卢瓦河畔蒙图瓦尔县。

## 人口

1962-2008年间库洛米耶拉图尔人口变化图示

库洛米耶拉图尔于2022年1月1日时的人口数量为575人。